# Марш незгодних

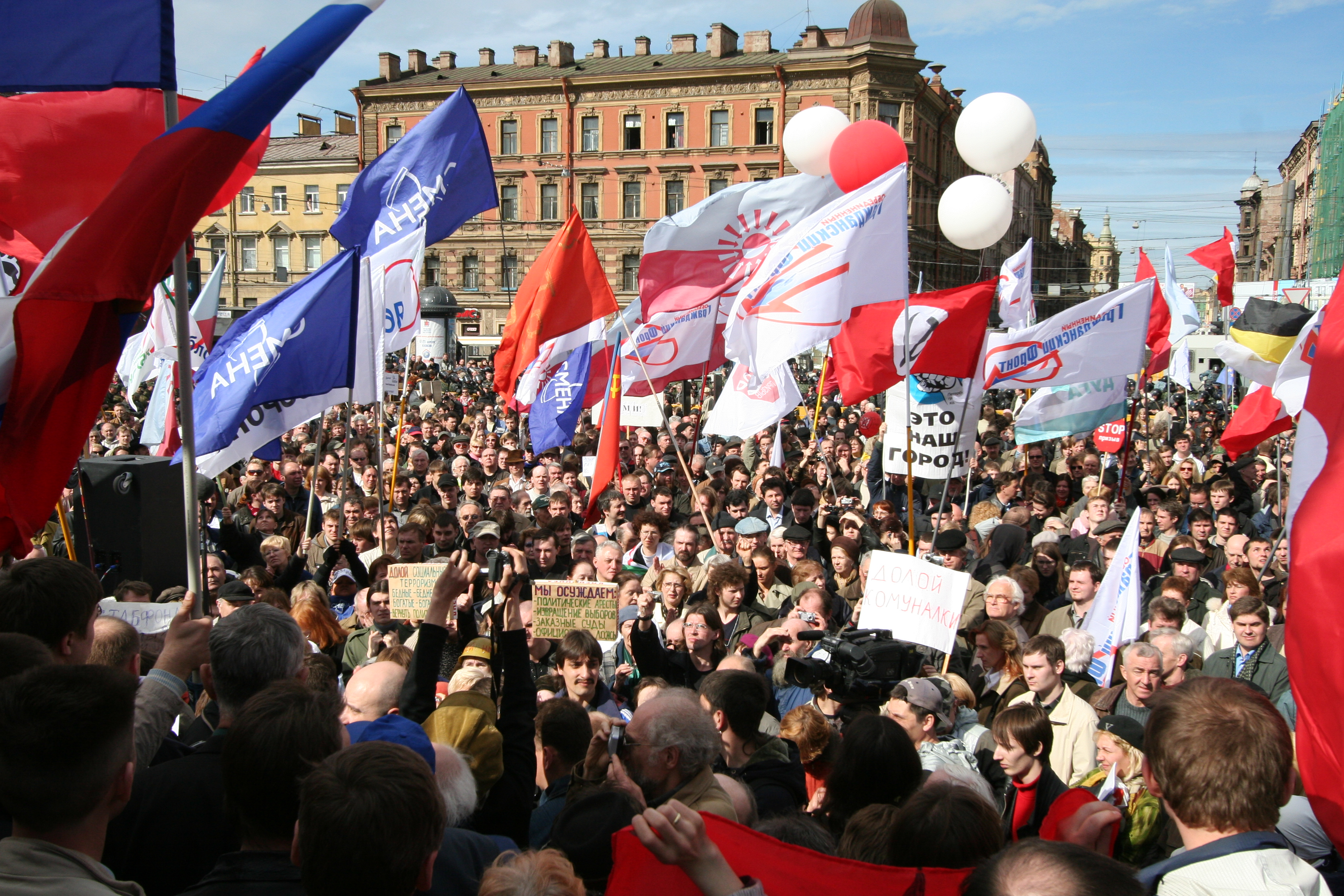

«Марш незгі́дних» — назва антипутінських акцій, що проводилися в Російській Федерації, та були організовані російською опозицією. 
Події відбувалися 16 грудня 2006 року в Москві, 3 березня 2007 року в Санкт-Петербурзі та 24 березня 2007 року в Нижньому Новгороді, а також 14 квітня в Москві під егідою коаліції «Інша Росія» (рос. «Другая Россия»). У 2005 році громадських захід з такою ж назвою проводився під проводом Об'єднаного громадського фронту (ОГФ, рос. Объединённый гражданский фронт).
Акції в Москві 16 грудня 2006 та Санкт-Петербурзі 3 березня 2007 стали найбільшими за кількістю людей, що брали участь опозиційними акціями в Росії у 2006 та 2007 роках відповідно.

## 2005
У 2005 році марш був уперше ініційованим ОГФ та був проведений до дня російської конституції. Протягом трьох днів з 9 грудня до 11 грудня акція пройшла в понад як 20 містах Росії.

## 2006
Перший марш серії відбувся в Москві 16 грудня 2006 року.

## 2007
За даними організаторів акції, на Піонерській площі у центрі Санкт-Петербургу зібралося близько 4 тисяч осіб. Раніше повідомлялося, що в оточенні на площі та прилеглих до неї вулицях стояли не менше 1000 співробітників міліції, у тому числі, бійці ОМОНу. З повітря за ситуацією на площі стежив вертоліт.
На Пушкінській площі у Москві за різними оцінками в мітингу опозиції взяли участь від 500 до двох тисяч осіб.
За офіційними даними ГУВС Москви, у суботу в центрі Москви під час спроби провести несанкціонований Марш незгідних були затримані 170 осіб.